# Catalogue raisonné
Ein Catalogue raisonné ist ein nach wissenschaftlichen Standards erstelltes Verzeichnis sämtlicher Werke eines Künstlers, meist eines bildenden Künstlers.

## Definition
In der bildenden Kunst werden die Begriffe Catalogue raisonné, Werkverzeichnis, Œuvre-Katalog und Œuvreverzeichnis synonym verwendet.
Neben Catalogues raisonnés eines Künstlers, häufig getrennt nach Art der Kunst und Technik (sämtliche Gemälde, sämtliche Skulpturen, sämtliche Radierungen etc.), gibt es auch Catalogues raisonnés zu archäologischen Objekten (etwa einer bestimmten Periode), zu Inschriften, zu allen Werken einer bestimmten Sammlung (sog. Bestandskatalog) etc.
Der Einfachheit halber wird im Folgenden stellvertretend das Beispiel eines Catalogue raisonné eines einzelnen bildenden Künstlers erläutert.
Bei kunstgeschichtlicher Forschung zu einem bestimmten Thema, etwa zu einem Künstler, dient der entsprechende Catalogue raisonné als Ausgangspunkt aller relevanten Daten.
Im Folgenden eine Auswahl, was meistens für jedes Werk aufgelistet wird:
- Abbildung
- Originaltitel
- ggf. Titelübersetzung in anderen Sprachen (je nach Umfang in mehreren Sprachen)
- Datierung
- Technik/Material
- Abmessungen (H × B × T = Höhe × Breite × Tiefe)
- Angabe der Signatur des Künstlers mit Ort auf dem Werk (z. B. o. r. „Künstlername“ = oben rechts „Künstlername“ oder dessen Monogramm, z. B. das von Dürer)
- Derzeitiger Aufbewahrungsort (Museum, Privatsammlung oder „unbekannt“ usw.), teilweise mit Angabe des Zugangsjahres (was sich auch aus der Provenienz erschließen ließe)
- Provenienz
- Literaturangaben für die Quellen, in denen das Werk besprochen wurde, zudem ggf. anerkannte Standardliteratur oder auch Dokumente des Künstlers selbst.
- Ausstellungsverzeichnis (zumeist nach Jahr sortiert)
- Konkordanzangabe (Angabe der durch andere Werkverzeichnisse vergebenen Werknummern, bei Egon Schiele z. B. gibt es mindestens fünf)
- meistens eine Bildbeschreibung oder ein Kommentar (richtet sich nach Relevanz des Kunstwerkes)
- in wenigen Fällen werden auch fotografische Dokumente zu den einzelnen Kunstwerken beigegeben (z. B. ein Foto des Künstlers mit dem Kunstwerk (Egon Schiele, Edvard Munch) oder ein fotografierter noch nicht übermalter Zustand des Werkes)

Je nach Umfang des Werkverzeichnisses differieren die Anzahl der Kategorien in der Angabe und in der Reihenfolge.
Beispiele für Werkverzeichnisse finden sich z. B. hier.
So gut wie immer werden die einzelnen Werke mit einer fortlaufenden Nummer versehen, mitunter wird diese nach einem bestimmten Schema vergeben oder durch Buchstaben ergänzt, so dass durch die Nummer ein Rückschluss auf die Werkgattung möglich ist (etwa wenn den Nummern für Gemälde ein „G“ vorangestellt wird, den Nummern für Zeichnungen dagegen ein „Z“ usw.).
Da nachfolgende Forschungen zu diesem Künstler auf dem Catalogue raisonné basieren, muss ein Catalogue raisonné nach wissenschaftlichen Maßstäben erstellt werden, er muss vollständig sein und seine Informationen müssen durch Quellen belegt sein.
Aufgrund ihrer Bekanntheit wird auf Catalogues raisonnés häufig nur unter Nennung ihres Autors verwiesen (z. B. „Zervos“ für die Gemälde Pablo Picassos).
Nur wenige kunstgeschichtlich bedeutende Künstler haben ihre eigenen Werke vollständig aufgelistet oder auflisten lassen, so dass für diese ein Catalogue raisonné direkt zur Verfügung steht (Beispiel hierfür ist Paul Klee, bei den noch lebenden Künstlern z. B. Gerhard Richter). In den anderen Fällen wurden die Catalogues raisonnés von anderen Personen erstellt. Ist der Künstler bereits tot, erfordert dies umfangreiche Vorarbeiten, da möglicherweise nicht alle Werke öffentlich zugänglich sind und nicht von allen Arbeiten Abbildungen existieren. Daher ist es oftmals nicht möglich, zu allen Objekten sämtliche vorgesehenen Angaben (siehe oben) zu machen.
Auch kann es bei einzelnen Werken strittig sein, ob sie vom Künstler selbst stammen, aus seiner Werkstatt, von einem anderen Künstler seiner Zeit oder ob es sich um Kopien oder Fälschungen handelt. In diesen Fällen soll ein Catalogue raisonné das gesamte verfügbare Wissen widerspiegeln. Deshalb kann er neben den eigenhändigen Werken auch in gesonderten Kapiteln solche aufführen, die dem Künstler zugeschrieben werden oder die ihm früher zugeschrieben wurden; auch Werke, die zwar durch Abbildungen oder auch nur Schriftquellen bekannt sind, im Original aber verschollen, sollten in einem Catalogue raisonné aufgenommen werden.
In vielen Fällen ändert sich schon relativ kurze Zeit nach dem Erscheinen eines Catalogue raisonné der Wissensstand, etwa indem weitere Werke auftauchen, die hinzugefügt werden müssten. Auch können Werke ausscheiden, weil sich herausstellt, dass sie nicht von dem betreffenden Künstler stammen oder gar Fälschungen sind, wie es sich am Beispiel Alexej von Jawlensky bis heute noch nachverfolgen lässt. Manchmal kann auch ein nur aus Schriftquellen bekanntes Werk, das einen eigenen Eintrag besitzt, mit einem anderen, ebenfalls im Katalog enthaltenen identifiziert werden, sodass hier nicht zwei, sondern nur ein Werk vorliegen. Daher werden häufig Nachtragbände oder Neuauflagen notwendig.
Ein Beispiel für das besonders sorgfältige Erstellen eines Catalogue raisonné eines lange verstorbenen Künstlers ist das Rembrandt Research Project.
Das umfangreichste Werkverzeichnis dürfte das von Pablo Picasso sein (über 35.000 Werke).
Andere umfangreiche Werkverzeichnisse sind sicherlich die von Joan Miró oder Tsukioka Yoshitoshi.

## Online- oder elektronischer Katalog
Zunehmend werden Werkverzeichnisse im Internet veröffentlicht, die deshalb schneller aktualisiert und an einen neuen Forschungsstand angepasst werden können, während die Neuauflage eines gedruckten Werkverzeichnisses teuer und zeitaufwendig ist. Auch Museen gehen daher dazu über, Werkverzeichnisse online herauszugeben, etwa die Österreichische Galerie Belvedere, Wien. Vor dem Hintergrund der COVID-19-Pandemie mussten zahlreiche Museen und Bibliotheken vorübergehend schließen, wodurch das Interesse an digital verfügbaren Werkverzeichnissen gestiegen ist. Viele der digitalen Werkverzeichnisse sind inzwischen frei zugänglich. Andere erfordern mitunter noch eine Registrierung mit Passwort oder stehen ausschließlich für Forschungszwecke zur Verfügung.
Ein Beispiel eines im Internet ohne Passwort zugänglichen Werkverzeichnisses ist das von Egon Schiele. Ein nur mit Passwort zugänglicher Katalog ist der von Paul Cézannes Werken. Bereits 1997 wurde das Online Picasso Project ins Leben gerufen, das ausschließlich für die akademische Forschung zur Verfügung steht.